# Sorunda socken
Sorunda socken i Södermanland ingick i Sotholms härad, ingår sedan 1974 i Nynäshamns kommun och motsvarar från 2016 Sorunda distrikt.
Socknens areal är 145,16 kvadratkilometer, varav 141,72 land.  År 2020 fanns här 5.972 invånare och inom Sorunda socken ligger herrgårdarna Fållnäs, Fituna och Åkerby gård, tätorterna Grödby och Stora Vika, samt tätorten och kyrkbyn Sorunda med sockenkyrkan Sorunda kyrka. 

## Administrativ historik
Sorunda socken har medeltida ursprung. På 1600-talet utbröts Torö socken. 
Vid kommunreformen 1862 övergick socknens kyrkliga frågor till Sorunda församling medan de borgerliga frågorna tillföll Sorunda landskommun. Landskommunen uppgick 1974 i Nynäshamns kommun.
1 januari 2016 inrättades distriktet Sorunda, med samma omfattning som församlingen hade 1999/2000.
Socknen har tillhört län, fögderier, tingslag och domsagor enligt vad som beskrivs i artikeln Sotholms härad. De indelta soldaterna tillhörde Livregementets grenadjärkår, Södermanlands kompani. De indelta båtsmännen tillhörde Första Södermanlands båtsmanskompani.

## Geografi och natur
| Dräkt med "tvärrandatröja" ifrån Sorunda socken 1700-tal. |  | Kyrkdräkt ifrån Sorunda socken, se Sorundadräkten. |
| Dräkt med "tvärrandatröja" ifrån Sorunda socken 1700-tal. |  | Kyrkdräkt ifrån Sorunda socken, se Sorundadräkten. |

Sorunda socken ligger på sydvästra Södertörn nordväst om Nynäshamn vid Himmerfjärden där också några öar omfattas. Socknen är i dess mittersta del odlad slättbygd och är däromkring en kuperad skogsbygd. De största insjöarna är Grindsjön som delas med Grödinge socken i Botkyrka kommun, Västra Styran som delas med Ösmo socken i Nynäshamns kommun samt Fagersjön.
Det finns två naturreservat i socknen. Slätmossen-Borgberget och Österby ingår båda i EU-nätverket Natura 2000.
Det har funnits hela nio sätesgårdar i socknen: Fituna säteri, Fållnäs säteri, Skärlinge herrgård, Ristomta säteri, Södra Stutby, Lundby herrgård, Rangsta herrgård, Sjöviks herrgård och Åkerby herrgård.
Länsväg 225 (Muskövägen) genomkorsar socknen.

## Sorundatårtan
Sorundatårta är ett varumärkesskyddat bakverk vars recept går i arv inom Sorundas familjer. Tårtan finns omnämnd sedan 1850-talet. Mönstren på tårtan består främst av fruktbarhetssymboler och evighetstecken. Solen är ett evighetstecken som återfinns i mitten av tårtan. Fruktbarhetssymbolen är en kärve. Dock varierar mönstren från gård till gård. Tårtan innehåller äppelmos samt katrinplommon. Dock används endast katrinplommon om tårtan är till begravning, detta för att ge en mörkare färg.[källa behövs]

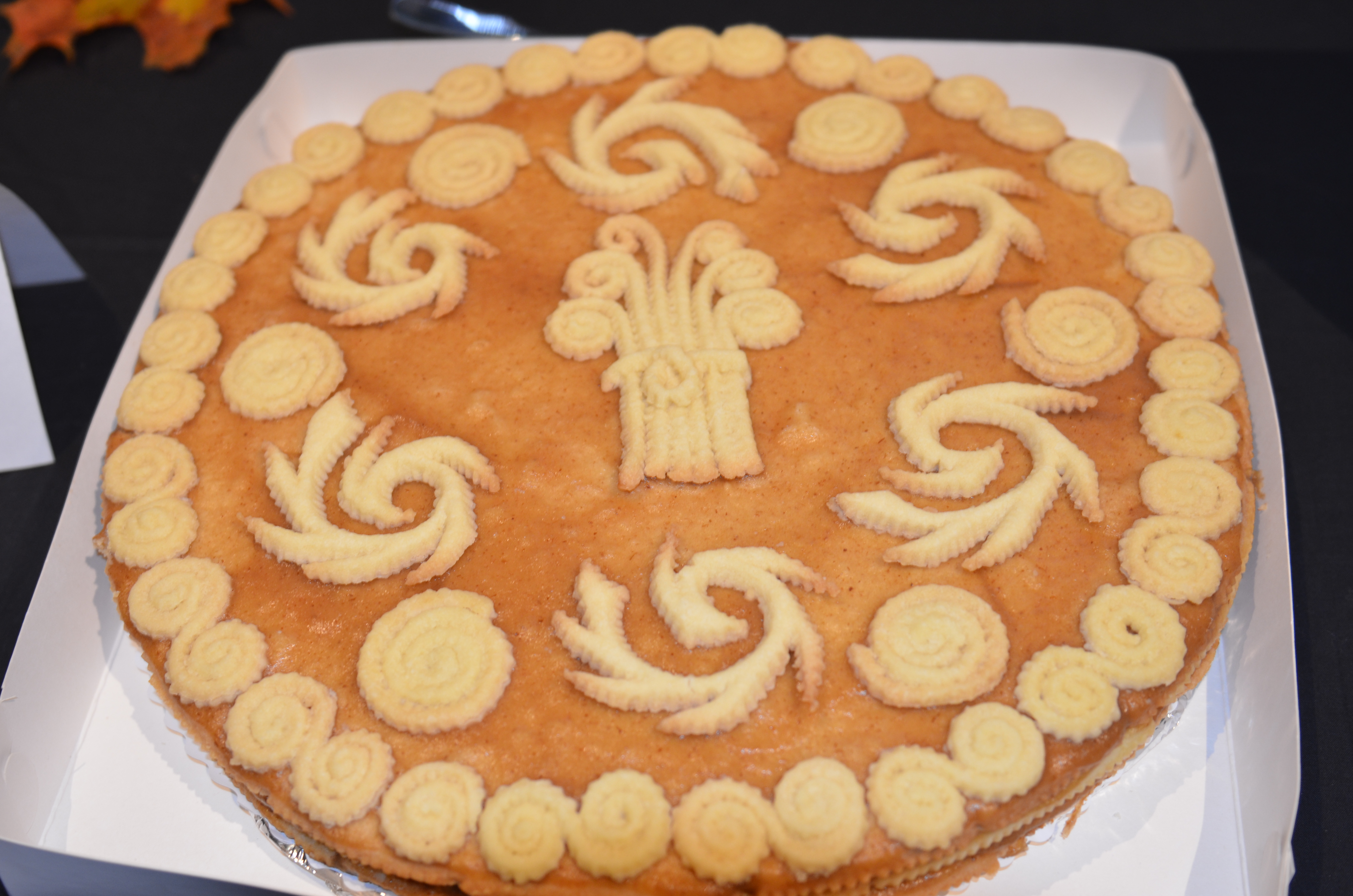
Sorundatårtan

## Fornlämningar

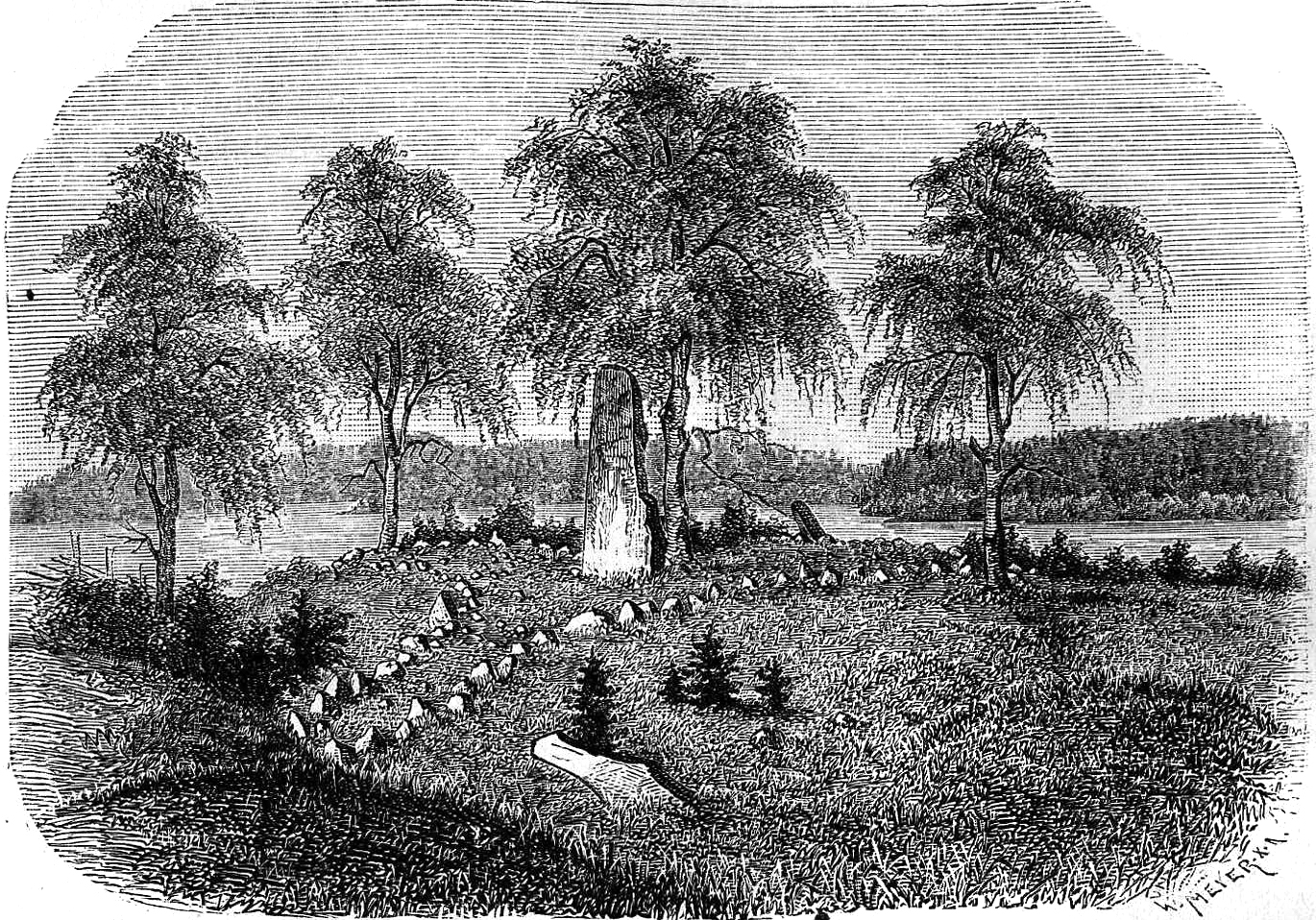
Stensättning från järnåldern vid Lyngsta. Teckning ur Sveriges hednatid (1877) av Oskar Montelius.

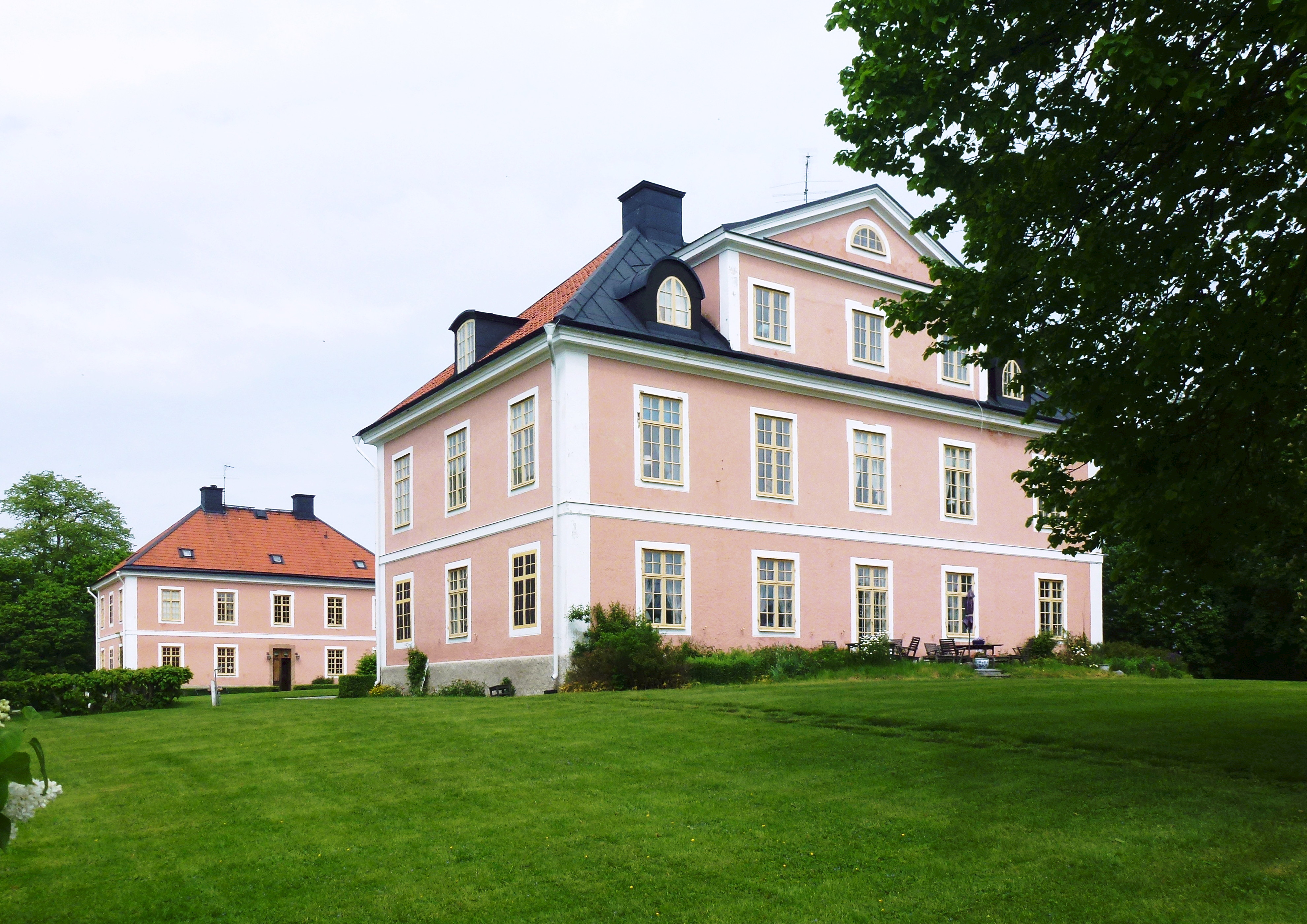
Fållnäs gård.

Fyrtio boplatser från stenåldern är funna. Från bronsåldern finns flera gravrösen, skärvstenshögar och skålgropar. Från järnåldern finns närmare hundra gravfält, med en skeppssättning vid Torps malm och sexton fornborgar. Arton runristningar har påträffats. En vårdkase finns bevarad vid Fituna.

## Befolkningsutveckling
Befolkningen ökade från 2.056 1810 till 3.057 1880 varefter den varierade runt 3.000 invånare fram till 1960 då den sjunkit till 2.776 invånare. Därefter ökade folkmängden något till 4.428 invånare 1990.

## Namnet
Namnet (1281, Sorundum) är ett bygdenamn med efterleden hund, 'trakt'. Förleden är sör, 'dyig, gyttjig mark' syftande på de större stråk av sankmarker som funnits inom socknens centrala delar.

## Kända personer med anknytning till socknen
- Gunnar Asplund, känd arkitekt, hade sitt sommarnöje på Lisö i Sorunda (se Stennäs sommarhus).
- Moa Martinson, känd författare, var bosatt i Johannesdal i Sorunda socken. Likaså hennes make Harry Martinson (se Torpet Johannesdal).
- Christopher Polhem, den svenska mekanikens fader, arbetade som rättare på Fållnäs och lärde sig latin hos prästen i Sorunda kyrka.
- Lars Widdings "Sorundasvit" har gjort bygden känd för en bredare publik.